# Vogelenzang (Anderlecht)
Vogelenzang of Vogelzang is een wijk in de Belgische gemeente Anderlecht, in het zuidwesten van het Brussels Hoofdstedelijk Gewest. De wijk ligt ten noorden van de Vogelzangbeek, die de grens vormt tussen Brussel en de Vlaamse gemeente Sint-Pieters-Leeuw.
In het westen sluit de wijk aan op de wijk Mijlemeers. Vogelenzang ligt ten zuiden van Neerpede en de Vijverswijk, ten westen van Het Rad en de Klaverswijk (alle deel van Anderlecht), ten noorden van Klein Bijgaarden en Negenmanneke en ten oosten van Vlezenbeek (alle deel van de gemeente Sint-Pieters-Leeuw).

## Geschiedenis
De plaats bleef lang grotendeels onbebouwd. In het begin van de 20ste eeuw werd hier rond een voormalige kasteel en boerderij het Sint-Niklaasinstituut ingericht. Het gebied bleef open, tot in jaren 1950 de gemeentelijke begraafplaats Vogelenzang werd aangelegd.
De wijk breidde de volgende decennia uit, en eind jaren 1960 werd hier een parochiekerk opgetrokken.

## Bezienswaardigheden
- De Onze-Lieve-Vrouw van Vreugdekerk
- De gemeentelijke begraafplaats Vogelenzang

## Verkeer en vervoer
Ten noordoosten van de wijk loopt de Brusselse Ring R0.
De wijk is bereikbaar via het metrostation Eddy Merckx.
Aa · Biestebroek · Birmingham · Broek · Buffon · Dageraad (Aurore) · Goede Lucht (Bon Air) · Klein Eiland · Kuregem · Meir · Mijlemeers · Moortebeek · Neerpede · Peterbos · Poxcat · Het Rad · Scherdemaal · Scheut · Scheutveld · Veeweide · Vijverswijk · Vlazendaal · Vogelenzang · Waasbroek